# Zapaczny Żleb

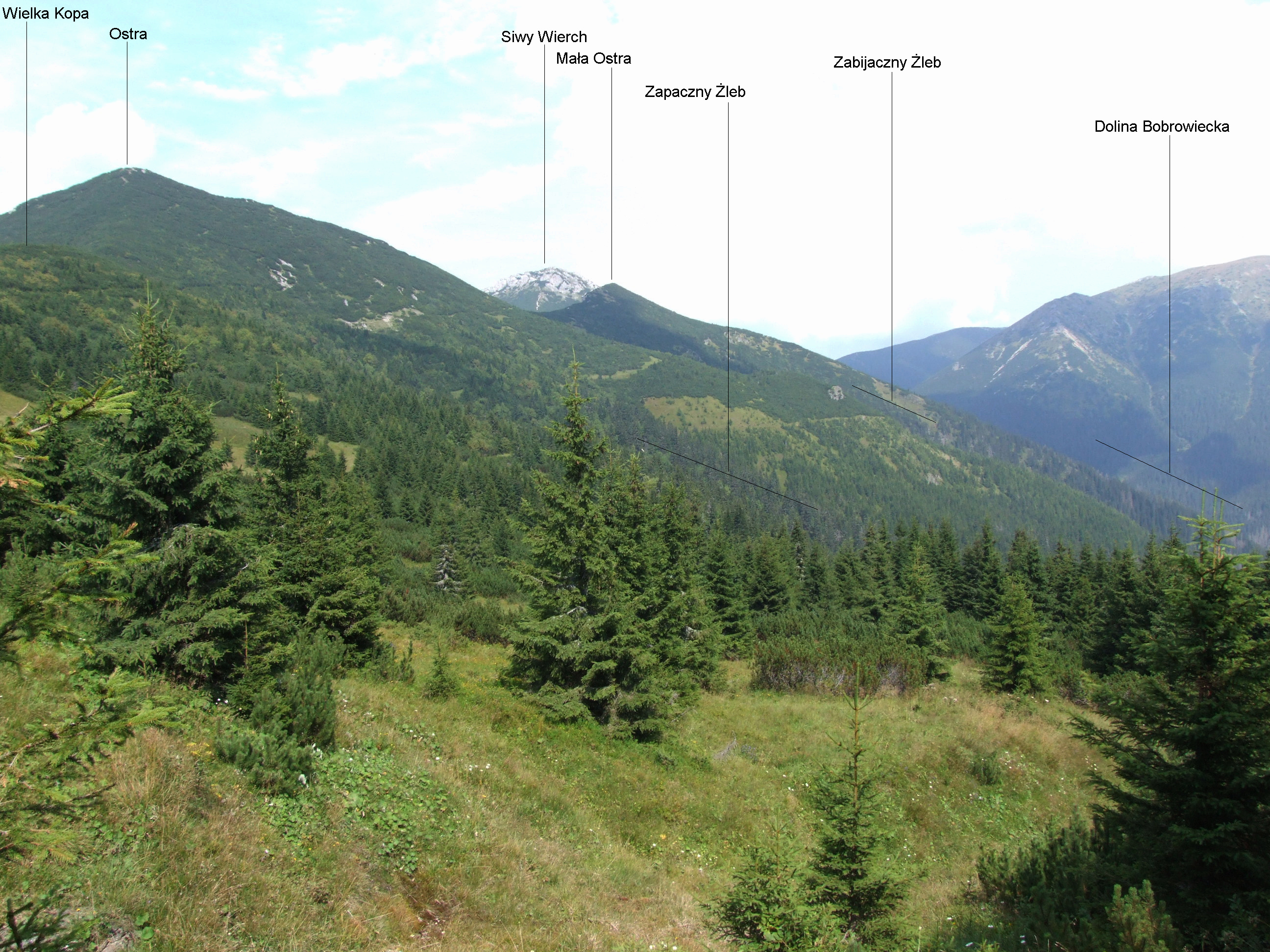
Zapaczny Żleb

Zapaczny Żleb (słow. Zapacny žľab) – żleb  w słowackich Tatrach Zachodnich. Opada spod Wielkiej Kopy w zachodnim kierunku do Doliny Bobrowieckiej (odnoga Doliny Jałowieckiej). Ma kilka bocznych odgałęzień. Dnem żlebu spływa niewielki potok uchodzący do Jałowieckiego Potoku. Trawiaste są tylko najwyższe partie tego żlebu i tylko tam schodzić mogą niewielkie lawiny. Zimą dozwolone jest uprawianie tutaj narciarstwa pozatrasowego i skialpinizmu.